# Гозлен де Динан (лорд Ладлоу)
Гозлен (фр. Josselin; умер в 1166 году) — представитель дома де Динан, лорд Ладлоу, сын Жоффруа I, сеньора де Динан и Радегонды де Шато-Гирон.

## Биография

### Правление
Гозлен был младшим сыном Жоффруа I. В 1108 году Жоффруа вместе сыновьями основал монастырь в Сен-Мало в Динане, среди его сыновей упоминается и Гозлен.
Гозлен не участвовал в разделе земель его отца. Брату Гозлена, Оливье II, досталась большая часть сеньории, в которую входил весь Северный Динан вместе с Бекерелем, тогда как другой брат, Ален, получил Южный Динан.
Впоследствии Гозлен получил земли за Ла-Маншем, в Англии. Гозлен обладал землями в Беркшире и носил титул лорда Ладлоу. В 1156 году он уплатил налог в 66 фунтов, а через год, в 1157 году, — 76.
Гозлен скончался в 1166 году. Он не оставил наследников мужского пола, и его владения были разделены между его дочерьми. Старшая дочь, Хависа, была замужем за британским дворянином Фульком II Фиц-Уорином, основателя дворянского рода баронов Фиц-Уорин. Другая дочь, Сибилла, вышла замуж за бретонского дворянина Гуго де Плюгене. Впоследствии дом де Динан вновь получил владения в Англии.

### Брак и дети
Жена: NN. Дети:
- Хависа (умерла в 1226 или позднее); муж — Фульк II Фиц-Уорин (около 1165—1197, Шропшир), лорд Фиц-Уорин
- Сибилла (умерла в 1212); муж — Гуго де Плюгене (умер около 1201)